# Paradoja del celofán

### Paradoja del celofán
La paradoja del celofán (también conocida como falacia del celofán o trampa del celofán) describe un error de razonamiento común en el análisis de mercados monopolizados, particularmente al evaluar la existencia de poder de mercado. Esta paradoja surge cuando una empresa que ya ejerce poder de monopolio evalúa su posición en el mercado basándose en un precio inflado (de monopolio), en lugar de utilizar un precio competitivo como referencia. Esto puede llevar a conclusiones erróneas sobre la competencia efectiva y la elasticidad cruzada de la demanda entre productos.
En términos económicos, los bienes monopolizados tienen baja elasticidad cruzada de la demanda, lo que significa que los consumidores perciben pocos sustitutos cercanos a dicho bien, incluso si se encuentran disponibles en el mercado. Sin embargo, un análisis incorrecto podría concluir que existen muchos sustitutos basándose únicamente en la reacción de los consumidores ante precios ya inflados, ignorando el hecho de que esos precios reflejan una estructura de mercado monopolística.

### El caso del celofán
La paradoja recibe su nombre a partir del caso United States v. E. I. du Pont de Nemours & Co., decidido por la Corte Suprema de los Estados Unidos en 1956. Este caso giró en torno al celofán, un tipo de envoltura plástica desarrollado y comercializado por DuPont Corporation. Durante la década de 1950, DuPont controlaba el mercado de celofán gracias a su posición monopólica derivada de numerosas patentes.
El Departamento de Justicia demandó a DuPont bajo la Ley Sherman Antimonopolio, alegando que la empresa estaba monopolizando el mercado de envolturas plásticas flexibles. En su defensa, DuPont argumentó que, a los precios actuales del celofán, existían numerosos sustitutos, como papel encerado, láminas de plástico y otros materiales de embalaje. La Corte Suprema aceptó este argumento y concluyó que DuPont poseía una participación limitada en un mercado más amplio de envolturas, exonerándola de la acusación de monopolio.

### El error conceptual
El razonamiento empleado en este caso fue criticado posteriormente por economistas, especialmente por Willard F. Mueller y George W. Stocking, Sr., en un artículo de 1955 publicado en la American Economic Review. Estos autores señalaron que el análisis de la Corte Suprema confundió la incapacidad de un monopolista para elevar aún más los precios desde su nivel inflado (debido a la pérdida de consumidores) con la ausencia de poder de mercado.
Si se hubiera evaluado el precio del celofán en un escenario competitivo (en lugar del precio de monopolio), la elasticidad cruzada con otros productos habría sido considerablemente menor. Esto habría llevado a la conclusión de que DuPont, de hecho, tenía un control significativo sobre el mercado de embalajes flexibles. En otras palabras, la Corte falló al no reconocer que el precio elevado del celofán ya reflejaba el ejercicio de poder monopólico.

### Implicaciones para la definición de mercados
La paradoja del celofán sigue siendo relevante en el análisis de defensa de la competencia y la definición de mercados relevantes. La identificación de mercados basándose únicamente en precios de mercado actuales puede llevar a subestimar el poder de monopolio, dado que dichos precios ya pueden incorporar prácticas anticompetitivas.
Para evitar este error, los economistas y organismos reguladores recomiendan utilizar un precio de referencia competitivo en lugar del precio de monopolio para evaluar la elasticidad cruzada de la demanda. Esto implica determinar si los consumidores cambiarían a sustitutos cercanos si el precio subiera un 5% por encima del costo marginal o promedio, en lugar del precio actual inflado.

### Soluciones prácticas
Una posible solución a la paradoja consiste en adoptar estándares que consideren el costo marginal o el costo promedio de producción como puntos de referencia en los análisis de mercado. Esto permite evitar el sesgo introducido por precios inflados y mejora la precisión al evaluar el impacto de fusiones o prácticas empresariales en el mercado.
Por ejemplo, al evaluar si una fusión permitiría a la nueva entidad elevar precios, la pregunta relevante no debe ser si los consumidores pagarían más del precio actual, sino si aceptarían un precio superior al costo marginal de producción.